# Thomas Rahe

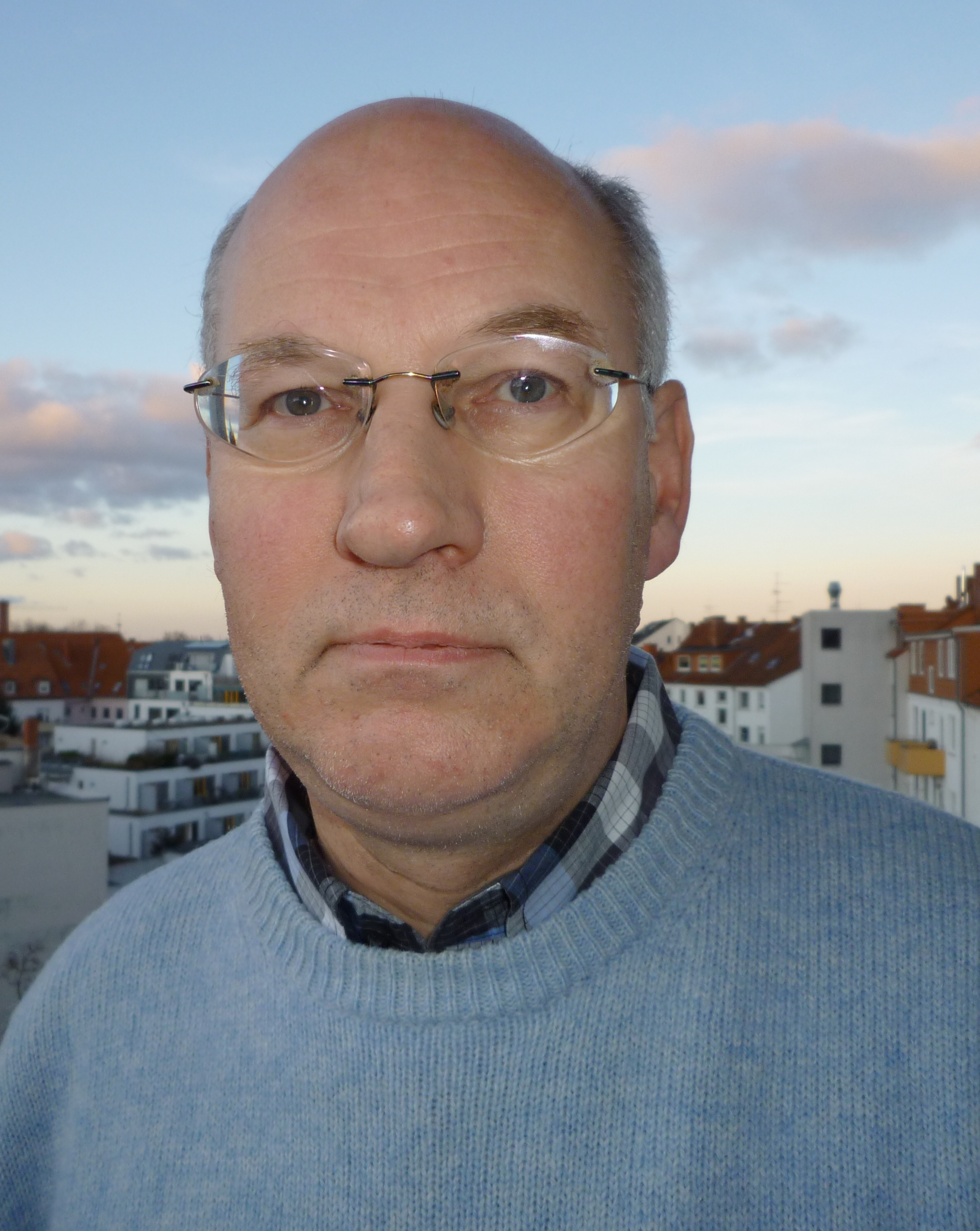
Thomas Rahe, 2012

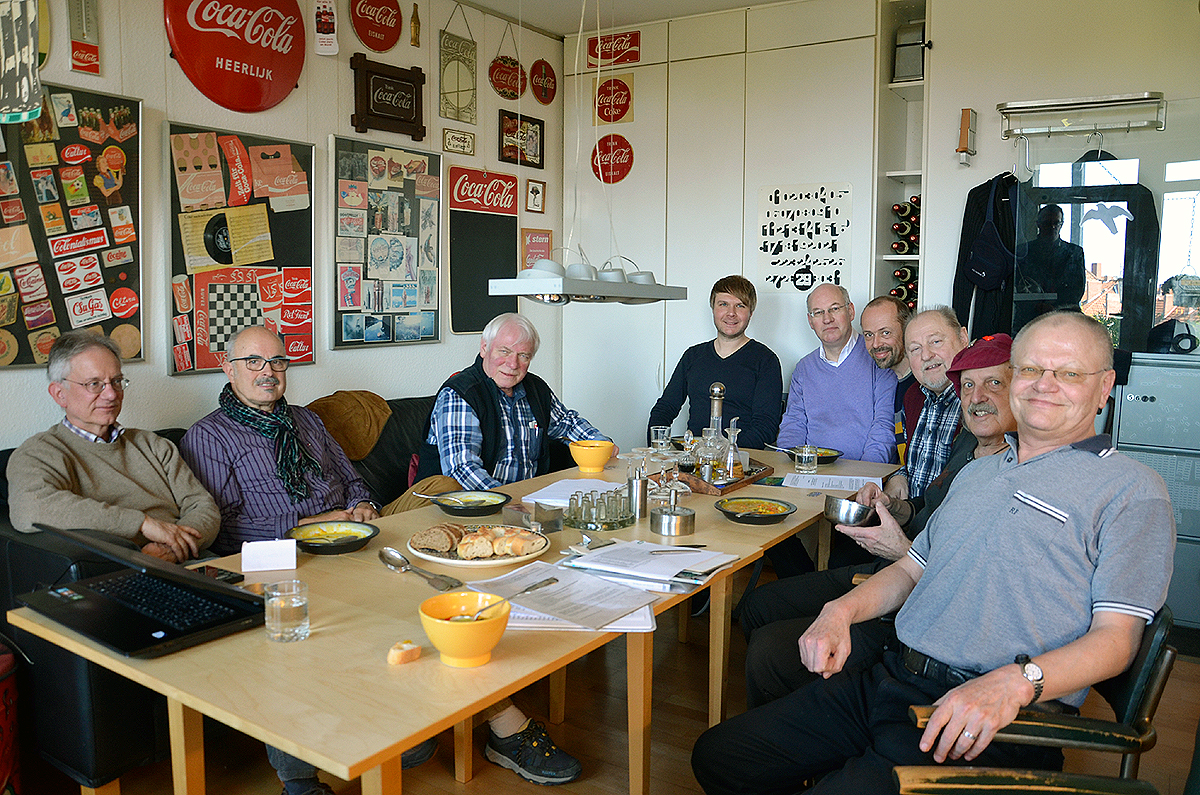
Thomas Rahe (Fünfter von links) während einer Mitgliederversammlung des VEHN e. V. bei Rainer Hoffschildt

Thomas Rahe (* 6. März 1957 in Münster) ist ein deutscher Historiker und Autor, Herausgeber und wissenschaftlicher und stellvertretender Leiter der Gedenkstätte Bergen-Belsen.

## Leben
Thomas Rahe promovierte 1987 an der Universität Münster mit der Dissertation Frühzionismus und Judentum. Untersuchung zu Programmatik und historischem Kontext des frühen Zionismus bis 1897.
Seit 1986 hat Thomas Rahe zahlreiche Schriften „zur jüdischen Geschichte des 19. und 20. Jahrhunderts sowie zur Geschichte der nationalsozialistischen Verfolgung“ veröffentlicht.

## Publikationen (unvollständig)
- Michael Bochow, Andreas Pretzel (Hrsg.): Ich wollte es so normal wie andere auch. Walter Guttmann erzählt sein Leben. mit einem Nachwort von Thomas Rahe. (= Edition Waldschlösschen. Band 10). Männerschwarm-Verlag, Hamburg 2011, ISBN 978-3-86300-102-5.
- Gerda Steinfeld (Übers.), Arieh Koretz: Bergen-Belsen. Tagebuch eines Jugendlichen. 11.7.1944 - 30.3.1945. mit Anmerkungen von Thomas Rahe. Wallstein-Verlag, Göttingen 2011, ISBN 978-3-8353-0899-2.
- Das Konzentrationslager Bergen-Belsen. Ein Rückblick 65 Jahre nach der Befreiung. In: Tribüne. Zeitschrift zum Verständnis des Judentums. Heft 195, 2010, S. 121–128.
- Distanz und Ideal. Zeichnungen Istvan Irsais aus dem Konzentrationslager Bergen-Belsen. In: Beitrage zur Geschichte der nationalsozialistischen Verfolgung in Norddeutschland. 11, 2009, S. 94–103.
- mit Katja Seybold: „Berufsverbrecher“, „Sicherungsverwahrte“ und „Asoziale“ im Konzentrationslager Bergen-Belsen. In: Beiträge zur Geschichte der nationalsozialistischen Verfolgung in Norddeutschland. 11, 2009, S. 160–169.
- Bergen-Belsen Main Camp. In: Geoffrey P. Megargee (Hrsg.): The United States Holocaust Memorial Museum, Encyclopedia of Camps and Ghettos 1933–1945. Vol. I: Early Camps, Youth Camps, and Concentration Camps and Subcamps under the SS-Business Administration Main Office (WVHA). Indiana University Press, Bloomington 2009, S. 278–281.
- Bergen-Belsen Stammlager. In: Wolfgang Benz, Barbara Distel (Hrsg.): Der Ort des Terrors. Geschichte der nationalsozialistischen Konzentrationslager. Band 7: Niederhagen/Wewelsburg, Lublin-Majdanek, Arbeitsdorf, Herzogenbusch (Vught), Bergen-Belsen, Mittelbau-Dora. C.H. Beck, München 2008, ISBN 978-3-406-52967-2, S. 212.
- Die museale und mediale Darstellung der nationalsozialistischen Verfolgungsgeschichte in der Gedenkstätte Bergen-Belsen. In: Beiträge zur Geschichte der nationalsozialistischen Verfolgung in Norddeutschland. 6, 2001, S. 82–96.
- „Hoor, Israe͏̈l“ : Joodse religiositeit in nationaal-socialistische concentratiekampen. Vertaling Francis Hijszeler, ten Have, Baarn 2001, ISBN 90-259-5217-8.
- „Höre Israel“. Jüdische Religiosität in nationalsozialistischen Konzentrationslagern. Vandenhoeck & Ruprecht, Göttingen 1999, ISBN 3-525-01378-7 (eingeschränkte Vorschau in der Google-Buchsuche)
- mit George L. Mosse, Claudia Schoppmann, Katharina Kaiser, Klaus Müller, Frank Wagner und Rainer Hoffschildt: Projekt zur namentlichen Erfassung verfolgter Homosexueller im Naziregime. In: Der homosexuellen NS-Opfer gedenken. Heinrich-Böll-Stiftung e. V., Berlin 1999, ISBN 3-927760-36-6, S. 105–111.
- mit Rainer Hoffschildt: Homosexuelle Häftlinge im Konzentrationslager – das Beispiel Bergen-Belsen. In: KZ-Gedenkstätte Neuengamme (Hrsg.): Verfolgung Homosexueller im Nationalsozialismus. Beiträge zur Geschichte der nationalsozialistischen Verfolgung in Norddeutschland. Edition Temmen, Bremen 1999, ISBN 3-86108-738-3, S. 48–61.
- Konzentrationslager Bergen-Belsen. Berichte und Dokumente. Ausgewählt und kommentiert von Rolf Keller, Wolfgang Marienfeld, Herbert Obenaus, Thomas Rahe, Hans-Dieter Schmid, Wilhelm Sommer, Wilfried Wiedemann. Göttingen 1995, ISBN 3-525-35488-6.
- mit Monika Gödecke (Red.): Häftlingszeichnungen aus dem Konzentrationslager Bergen-Belsen. hrsg. von der Niedersächsischen Landeszentrale für Politische Bildung, eine Sonderausstellung der Niedersächsischen Landeszentrale für politische Bildung, Gedenkstätte Bergen-Belsen, Hannover 1993.
- Frühzionismus und Judentum. Untersuchung zu Programmatik und historischem Kontext des frühen Zionismus bis 1897. Dissertation. Lang Verlag, Frankfurt am Main/ Bern/ New York/ Paris 1988, ISBN 3-8204-1038-4.
- Leopold Zunz und die Wissenschaft des Judentums. In: Judaica. Beiträge zum Verstehen des Judentums. 42/3, 1986, S. 188–199.
- Thomas Rahe, Rainer Hoffschildt: Homosexuelle im KZ Bergen-Belsen, 1. Auflage, Celle: Stiftung niedersächsische Gedenkstätten, 2019, ISBN 978-3-946991-08-3 und ISBN 3-946991-08-4
- Helmuth Hanle (Hrsg.), Rainer Hoffschildt, Thomas Rahe et al.: Homosexuelle Männer im Lagerkomplex Ravensbrück. English Summery. Streszczenie w języku polskim, hrsg. in Kooperation mit der Mahn- und Gedenkstätte Ravensbrück, Berlin 2022